# Kleinschmidtimyia dianellae
Kleinschmidtimyia dianellae är en tvåvingeart som beskrevs av Otto Kleinschmidt 1961. Kleinschmidtimyia dianellae ingår i släktet Kleinschmidtimyia och familjen minerarflugor. Inga underarter finns listade i Catalogue of Life.